# Bestie z Bray Road
Bestie z Bray Road je jméno pro vlkovitou kreaturu, o které se píše, že byla spatřena v Elkhornu v okrese Walworth ve Wisconsinu a v jeho blízkosti. Tvor se stal součástí folklóru Wisconsinu a byl námětem mnoha knih, dokumentů a hororu z roku 2005.
Zprávy o tomto tvorovi, pojmenovaném po venkovské zemědělské cestě, na které byl údajně poprvé spatřen, v 80. a 90. letech 20. století přiměly místní noviny Walworth County Week pověřit reportérku Lindu Godfreyovou, aby o tomto příběhu informovala. Linda Godfreyová byla zpočátku skeptická, ale později se přesvědčila o upřímnosti mnoha svědků. Její série článků se později stala knihou s názvem The Beast of Bray Road: Tailing Wisconsin's Werewolf. Skeptici tvrdí, že tvor je pravděpodobně výsledkem chybné identifikace známých zvířat, s největší pravděpodobností šedých vlků.

## Popis
Bestie z Bray Road je svědky často popisována jako bytost 1,8 až 2,1 metru vysoká, s humanoidním tělem, pokrytým srstí nebo vlasy, s hlavou připomínající vlka a velkými, zářícími červenými nebo oranžovými oči. Údajně byla spatřena, jak se pohybuje jako čtyřnožec i dvounožec, a některé zprávy ji popisují spíše jako tradičního vlkodlaka nebo Bigfoota.

## Historie
Tvor byl poprvé spatřen během dvou po sobě jdoucích nocí v roce 1936 na pozemku školy St. Coletta School for Exceptional Children ve venkovském Jeffersonu, kde ho zahlédl noční hlídač na indiánské pohřební mohyle. V 80. letech 20. století několik svědků uvedlo, že se tvor dostal do kontaktu s jejich vozidly a zanechal dlouhé škrábance na dveřích a kufrech vozidel. Jedna svědkyně uvedla, že při přecházení Bray Road do něčeho narazila. Když vystoupila z vozidla, aby zjistila, do čeho narazila, údajně ji velký vlkovitý tvor s rudýma očima pronásledoval zpět do auta a zanechal stopy drápů na zadních dveřích spolujezdce. Pozorování byla hlášena i během dne, přičemž několik svědků uvedlo, že pozorovali neobvykle velkého vlkovitého tvora běžícího po čtyřech kukuřičnými poli. Jeden svědek uvedl, že tvor pronásledoval jelena.
V oblasti kolem Bray Road byly hlášeny také případy mrzačení zvířat. Zvířecí pozůstatky, včetně jelenů a hospodářských zvířat, byly částečně sežrány a z mrtvých těl zvířat byly vyjmuty určité orgány. Další svědek uvedl, že jednou pozdě v noci jel po Bray Road a pozoroval neobvykle velkého tvora, jak jedl zvíře sražené autem na kraji silnice. Tvor údajně utekl do lesa, když se k němu svědek ve svém vozidle přiblížil.
V únoru 2018 a červenci 2020 svědci hlásili, že ve Spring Prairie a Lyons v okrese Walworth, pozorovali velkého, chlupy pokrytého vzpřímeného tvora.

## Možné vysvětlení
Existuje mnoho různých vysvětlení vycházejících z teorií, například že se jedná o šedého vlka nebo velkého psa, jako je například pyrenejský horský pes nebo novofundlandský pes. I když nejsou v jižní části státu běžní, vlci se občas vyskytují v okrese Walworth a blízkých oblastech.
Je také možné, že falešné zprávy a masová hysterie způsobily, že některé lži a pozorování normálních tvorů byly uměle zařazeny pod stejnou nálepku. Jiní se domnívají, že by se mohlo jednat o medvěda baribala trpícího svrabem. Stejně jako vlci byli i černí medvědi spatřeni v okrese Walworth.

## V popkultuře
V roce 2005 byl o tomto kryptidu natočen stejnojmenný film. Kreatuře se věnuje i stejnojmenný dokument z roku 2018. V roce 2025 vyšla hororová komedie o bestii z Bray Road.
Tvor se objevil v epizodách seriálů Akta Z (2008), Legend Hunter (2019), Haunted Highway (2012), America's Urban Legends (2016), Hexen Arcane (2020), Slammarang! (2014), In Search of Monsters (2019) a v seriálu Expedice X (2021).